# Eiji Aonuma

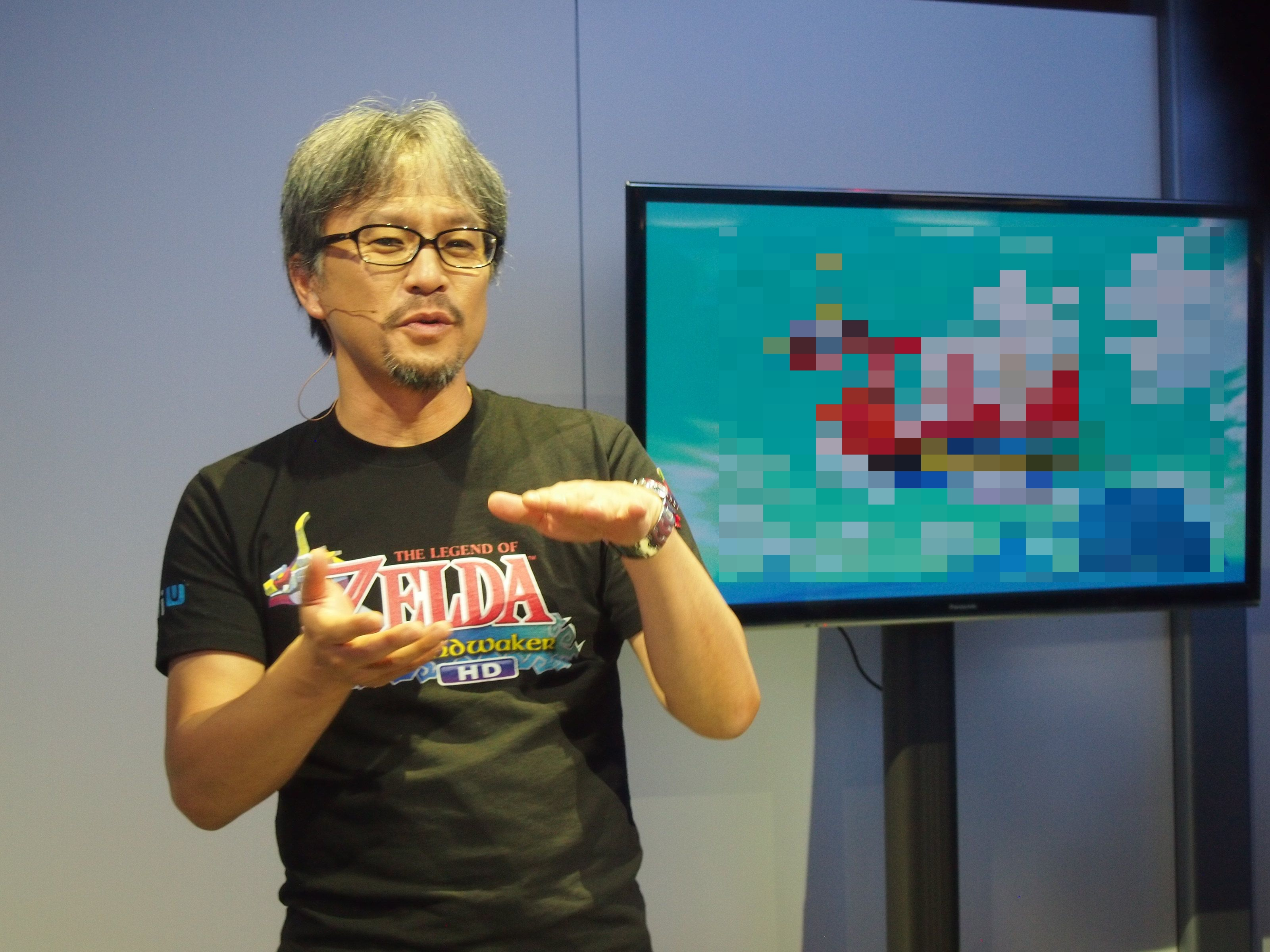
Eiji Aonuma, 2013

Eiji Aonuma (jap. 青沼 英二, Aonuma Eiji; * 16. März 1963, Präfektur Nagano als Eiji Onozuka (小野塚 英二)) ist ein japanischer Videospieleentwickler für Nintendo und arbeitet seit The Legend of Zelda: Majora’s Mask in leitender Funktion an Titeln der Zelda-Reihe. Er ist für die Koordination des gesamten Franchises zuständig und leitet die dritte Softwareentwicklungsgruppe in Nintendos Abteilung Nintendo Entertainment Analysis & Development (EAD).

## Biografie
Aonuma studierte von 1982 bis 1988 Design an der Tokyo National University of Fine Arts and Music und schloss sein Studium als Master ab. Ursprünglich wollte er als Designer in der Werbung arbeiten, entwickelte aber ein Interesse für handwerkliches Design und entwarf für seine Abschlussarbeit mechanische, roboterartige Puppen.
Im Anschluss an sein Studium bewarb er sich bei Nintendo um eine Anstellung. Im Verlauf des Bewerbungsgesprächs zeigte er seine Roboter Shigeru Miyamoto, der eine Vorliebe für das Puppenspiel besitzt, und erhielt schließlich eine Zusage. Anfänglich entwarf er Pixelbilder, die in Videospielen zur Verwendung kamen.
1996 entwickelte er in der Abteilung Nintendo Research & Development 2 (R&D2) das Adventure Marvelous – Mō Hitotsu no Takarajima (nur in Japan erschienen) für das Super Famicom. Der Titel war in seiner Spielmechanik dem dritten Zelda-Spiel A Link to the Past nachempfunden, wurde jedoch als willkommene Neuerung des Zelda-Prinzips gelobt. Im Anschluss daran wurde Aonuma von Shigeru Miyamoto in dessen Entwicklungsabteilung Nintendo Entertainment Analysis and Development (EAD) geholt, um an der Zelda-Reihe mitzuwirken.

### The Legend of Zelda
Aonuma stieg bei EAD in die Entwicklung des ersten 3D-Zelda-Spiels, Ocarina of Time für das Nintendo 64, ein, als die Planungsphase für den Titel bereits abgeschlossen war. Hier war er für das Design der Dungeons und der Gegner zuständig.
Nach der Fertigstellung von Ocarina of Time sollte EAD eine modifizierte, schwierigere Version des Titels für das 64DD entwickeln. Aonuma wollte stattdessen an einem neuen Projekt arbeiten; Miyamoto übertrug die Verantwortung für das gesamtheitliche Design dieses Zelda-Spiels, Majora’s Mask, auf Aonuma und überwachte die Entwicklung als Supervisor.
Nach der Fertigstellung des ersten Zelda-Titels für Nintendo GameCube, The Wind Waker, wurde Aonuma 2004 verantwortlich für die gesamte Reihe und überwacht und koordiniert somit auch Spiele in der Serie, die außerhalb von Nintendo produziert werden, wie etwa The Minish Cap und die Oracle-Spiele, die von Capcom entwickelt wurden. Aonuma hat es sich zum Ziel gemacht, die Handlungen der einzelnen Spiele in der The-Legend-of-Zelda-Reihe in einen übergreifenden Kontext zu setzen.

## Werke
Die folgende Liste beinhaltet Spiele mit Beteiligung von Eiji Aonuma.
- Marvelous – Mō Hitotsu no Takarajima (Super Famicom, 1996)
- The Legend of Zelda: Ocarina of Time (Nintendo 64, 1998)
- The Legend of Zelda: Majora’s Mask (Nintendo 64, 2000)
- The Legend of Zelda: The Wind Waker (Nintendo Gamecube, 2003)
- The Legend of Zelda: Four Swords Adventures (Nintendo Gamecube, 2004)
- The Legend of Zelda: The Minish Cap (Nintendo Game Boy Advance, 2004)
- The Legend of Zelda: Twilight Princess (Nintendo Gamecube/Wii, 2006)
- The Legend of Zelda: Phantom Hourglass (Nintendo DS, 2007)
- The Legend of Zelda: Spirit Tracks (Nintendo DS, 2009)
- The Legend of Zelda: Skyward Sword (Wii, 2011)
- The Legend of Zelda: Ocarina of Time 3D (Nintendo 3DS, 2011)
- The Legend of Zelda: The Wind Waker HD (Wii U, 2013)
- The Legend of Zelda: A Link Between Worlds (Nintendo 3DS, 2013)
- Hyrule Warriors (Wii U, 2014)
- The Legend of Zelda: Majora’s Mask 3D (Nintendo 3DS, 2015)
- The Legend of Zelda: Tri Force Heroes (Nintendo 3DS, 2015)
- The Legend of Zelda: Twilight Princess HD (Wii U, 2016)
- The Legend of Zelda: Breath of the Wild (Wii U/Nintendo Switch, 2017)
- The Legend of Zelda: Tears of the Kingdom (Nintendo Switch, 2023)